# Kult (jeu de rôle)
Pour les articles homonymes, voir Kult.
 (août 2024).
Si vous disposez d'ouvrages ou d'articles de référence ou si vous connaissez des sites web de qualité traitant du thème abordé ici, merci de compléter l'article en donnant les références utiles à sa vérifiabilité et en les liant à la section « Notes et références ».
Kult est un jeu de rôle fantastique occulte contemporain suédois publié pour la première fois en 1991 (1993 pour la première publication anglaise par Metropolis Ltd). Il n'est pas recommandé  au moins de 16 ans dans ses deux premières éditions françaises, il propose un univers inspiré principalement des théories gnostiques et du principe que le monde n'est pas réellement comme on le perçoit. Le joueur va être peu à peu amené à découvrir ce qui se trouve "Au-delà du voile" et devra gérer le choc qui en résulte pour son personnage. Il est essentiellement basé sur l'ambiance, et sur la psychologie des personnages.
Jeu de rôle gothique, présentant notre monde comme Gotham City pourrait être présentée à la place de New York, il présente de même une critique de la société actuelle dans ce qu'elle a de plus sombre. Aucun sujet n'est tabou, aucun sujet n'est trop noir (comme le prouve le scénario fourni avec le triptyque cache-mj : La Mort d'un Mythe).
En 2018, Helmgast sort sa quatrième édition créée par Robin Lijenberg et Peter Nallo appelée Kult : Divinity Lost. Cette nouvelle édition est bien reçue par les critiques et gagne deux Ennies.

## Mise en place
Dans un monde contemporain, des personnages « comme tout le monde » vivent leur vie sans encombre. Jusqu'à ce que le maître de jeu s'en mêle... Comme L'Appel de Cthulhu, ce jeu de rôle permet d'incarner une personne ordinaire à qui il va arriver des évènements extraordinaires.
Le principe n'est pas de faire jouer des aventures banales aux joueurs mais de confronter les personnages à l'ignominie de ce qu'est leur quotidien. Bien sûr, tout n'est pas noir mais, l'univers retranscrit une ambiance où la demi-mesure est rarement présente. Kult est aussi le reflet d'une frustration omniprésente en corrélation avec le sentiment âpre que les personnages ressentent face à leur propre inutilité dans ce monde qui semble les absorber et les anéantir pour le seul but de se nourrir de ce qu'ils sont. À savoir, des réceptacles formidablement profonds de désespoir et d'agressivité.
Le but, n'est pas de faire preuve d'une sauvagerie sans borne à n'importe quel moment mais d'amener le joueur à se rendre compte que n'importe quel événement peut l'amener à devenir une bête inhumaine qui ne réfléchit plus et qui se permet d'assouvir des instincts primitifs exempt de morale et de raison. Ceci, n'impliquant pas obligatoirement une démonstration de toute l'horreur dont est capable l'être humain mais plutôt de sa capacité à se révolter et à faire abstraction de ses propres convictions et même de son identité.

## Inspirations
Les inspirations de ce jeu de rôle relèvent de l'occultisme. Des références sont faites à certaines sociétés initiatiques ainsi qu'à la Kabbale, la symbologie ou l'étude des rêves.

## Les règles
À leur création, les personnages ont des caractéristiques rangées sur une échelle de 1 à 20 (mais ne sont pas limités par celle-ci), la moyenne étant à 12, établies soit au hasard à la Donjons et Dragons, soit en dépensant des points de création.
Les compétences elles aussi ont une échelle initiale de 1 à 20.
Une action se résout en soustrayant un jet de d20 au score de la compétence associée, en ajoutant ou retranchant des modificateurs selon les circonstances de l'action : si le résultat est positif, l'action est réussie ; s'il est négatif elle est ratée. Le chiffre (ou nombre) positif ou négatif servira à déterminer le degré de réussite (ou d'échec).

## Histoire
Dans un monde contemporain, « le monde » auquel on fait référence est plus que ce qu'il ne semble. Il est en fait une Illusion, créée par le Démiurge afin de tromper les humains et de les défaire de leur divinité.
En cela, il a presque réussi... Depuis des milliers d'années les humains vivent, meurent, tout en réussissant à ignorer la parcelle de divinité encore vivante en eux. Nous sommes donc manipulés par d'innombrables puissances. Chacune cherche à attirer le pouvoir chez elle mais chacun entre en conflit dès qu'un pourcentage de la population sombre dans une démence sans fond. Par contre, toutes les puissances confondues ont un intérêt commun à voir l'humanité enfermée dans sa prison qu'est l'illusion du monde qu'elle connait. Les humains n'ont pas toujours été ainsi des victimes. Quelques siècles auparavant, ils étaient des Dieux rivalisant les uns les autres face aux Démiurges. Et puis, un jour sans date, ils se sont retrouvés enfermés dans un monde qu'ils manipulaient. Leurs victimes devinrent leurs bourreaux.
Ainsi, depuis des siècles ils n'étaient plus que des pantins articulés dont les Anges de la mort et les Archontes tiraient les ficelles.
Puis la Guerre éternelle entre le Démiurge et son Alter Ego, Astaroth, a battu son plein. Chacun cherchant à dominer l'illusion en manipulant les humains. Vers le XVIIe siècle, le Démiurge a cessé d'écrire l'histoire du monde dans le Livre de Fer. Il n'avait plus que son désir de maintenir l'illusion, plus que d'écraser Astaroth. Les siècles ont passé et, certains, chanceux ou maudits, ont découvert des failles dans l'illusion. Les geôliers que sont les licteurs, ont tenté de s'infiltrer dans les sociétés humaines et d'endiguer la recherche de ce monde derrière les bâtiments étranges de nos villes. Ainsi, ils ont suivi les ordres du Démiurge. Mais certains ont tenté de devenir plus puissants et de faire de l'humanité une immense prison.
Depuis peu, le Démiurge a disparu… Est-il mort ? Quelle est la signification de ce tombeau apparu peu après sa disparition ? Les portes de son palais sont-elles condamnées à rester fermées à jamais ?